# 2024年鳳凰城影評人協會獎
第25屆鳳凰城影評人協會獎（英語：The 25th Phoenix Film Critics Society Awards）旨在表揚2024年優秀的電影作品，於2024年12月16日宣布得獎名單。2024年12月13日前放映給協會成員觀賞的電影均具角逐資格，最終由布拉迪·科貝特執導的《粗獷派建築師》奪下最佳影片，爱德华·贝尔格執導的《教宗選戰》則獲得5個獎項。

## 得獎名單

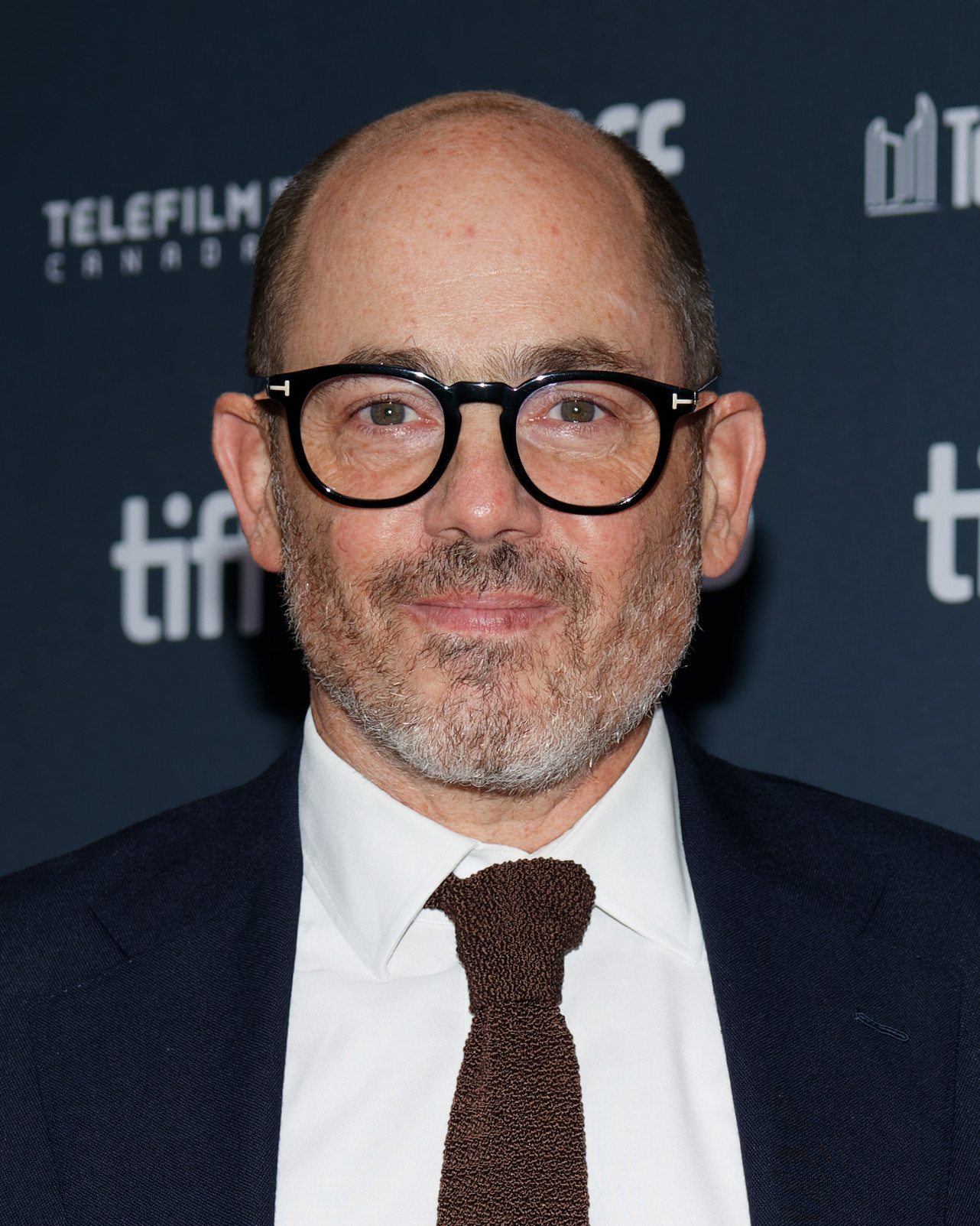
最佳導演：爱德华·贝尔格

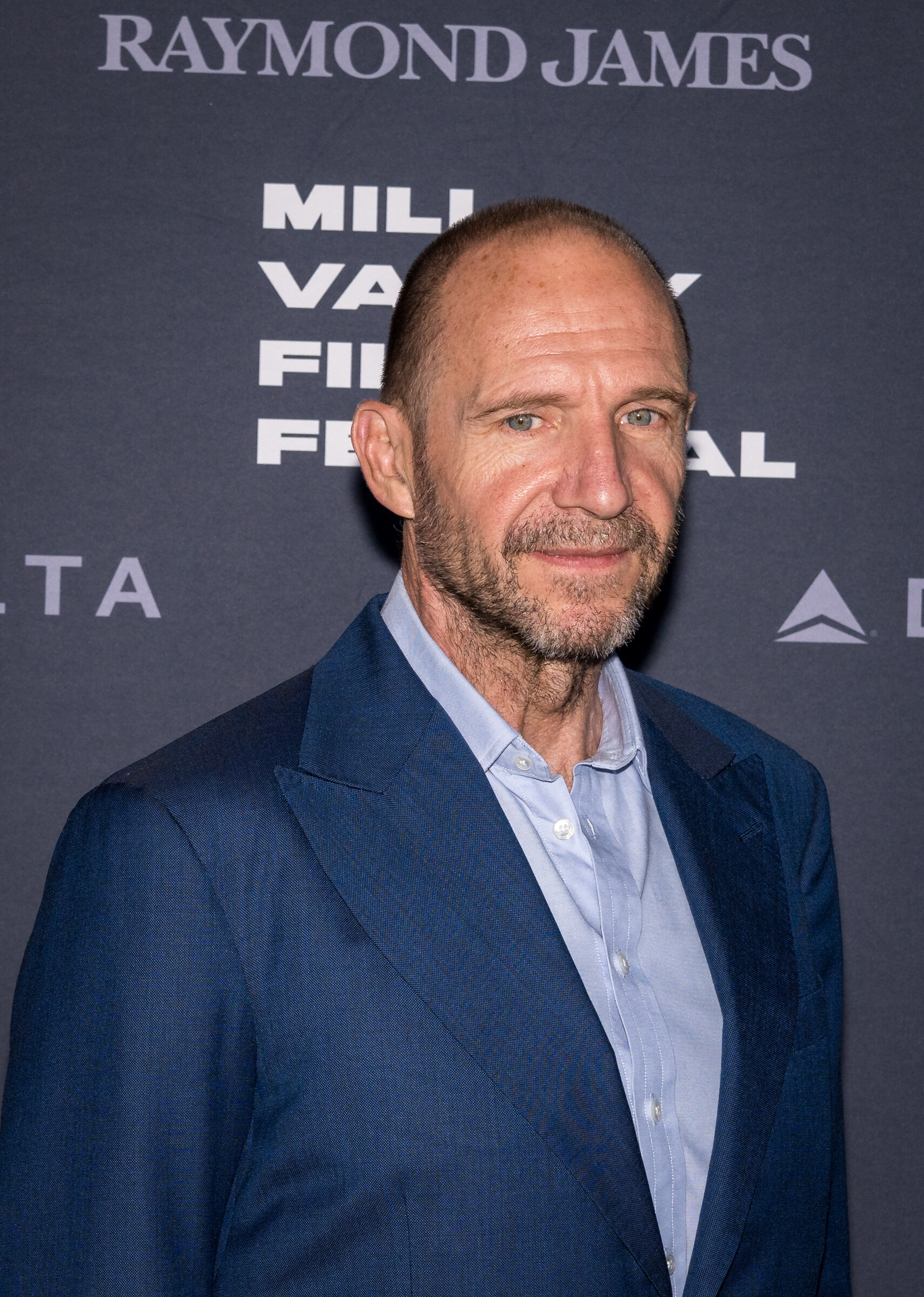
最佳男主角：雷夫·范恩斯

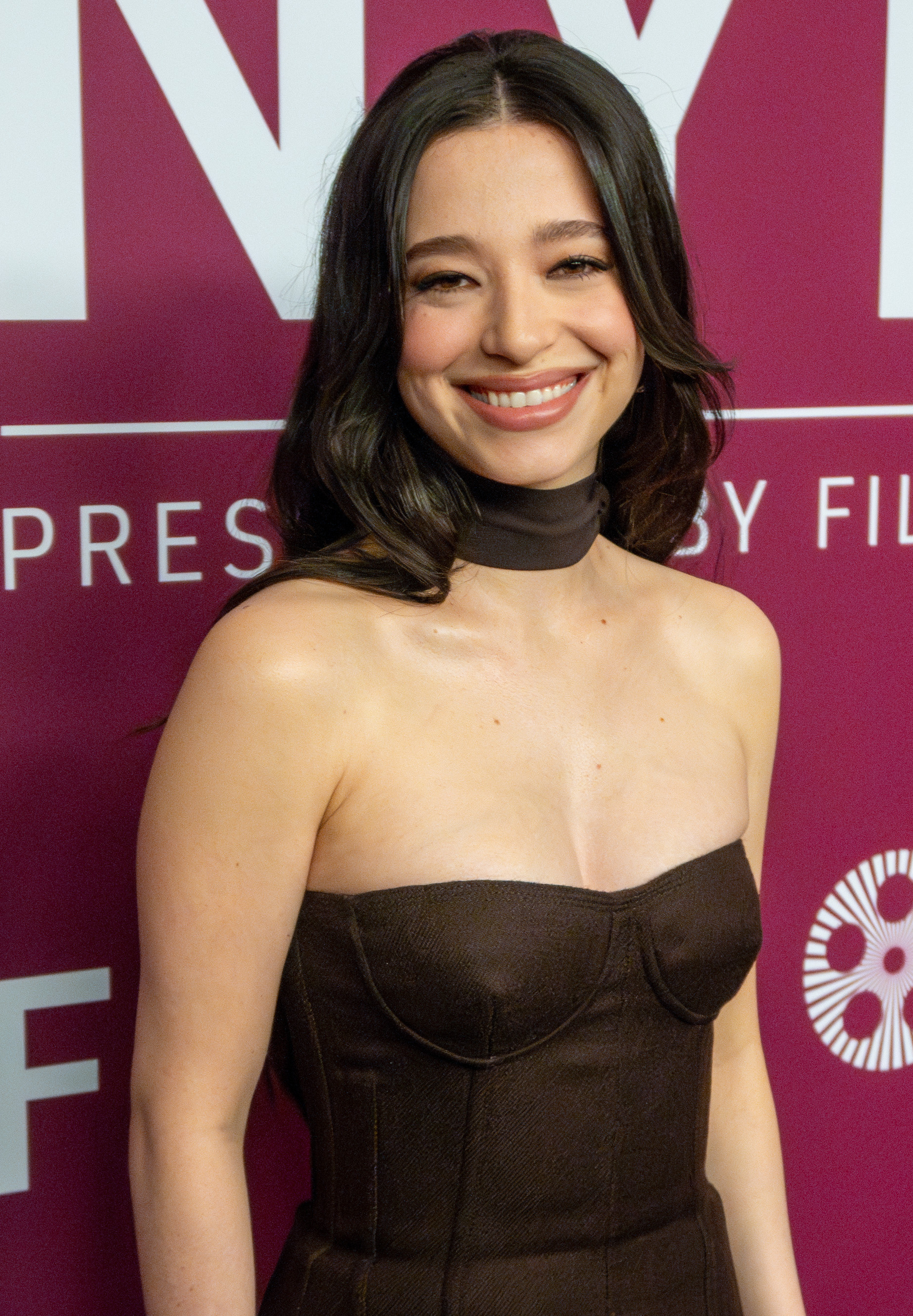
最佳女主角、突破表現：麥琪·麥迪遜

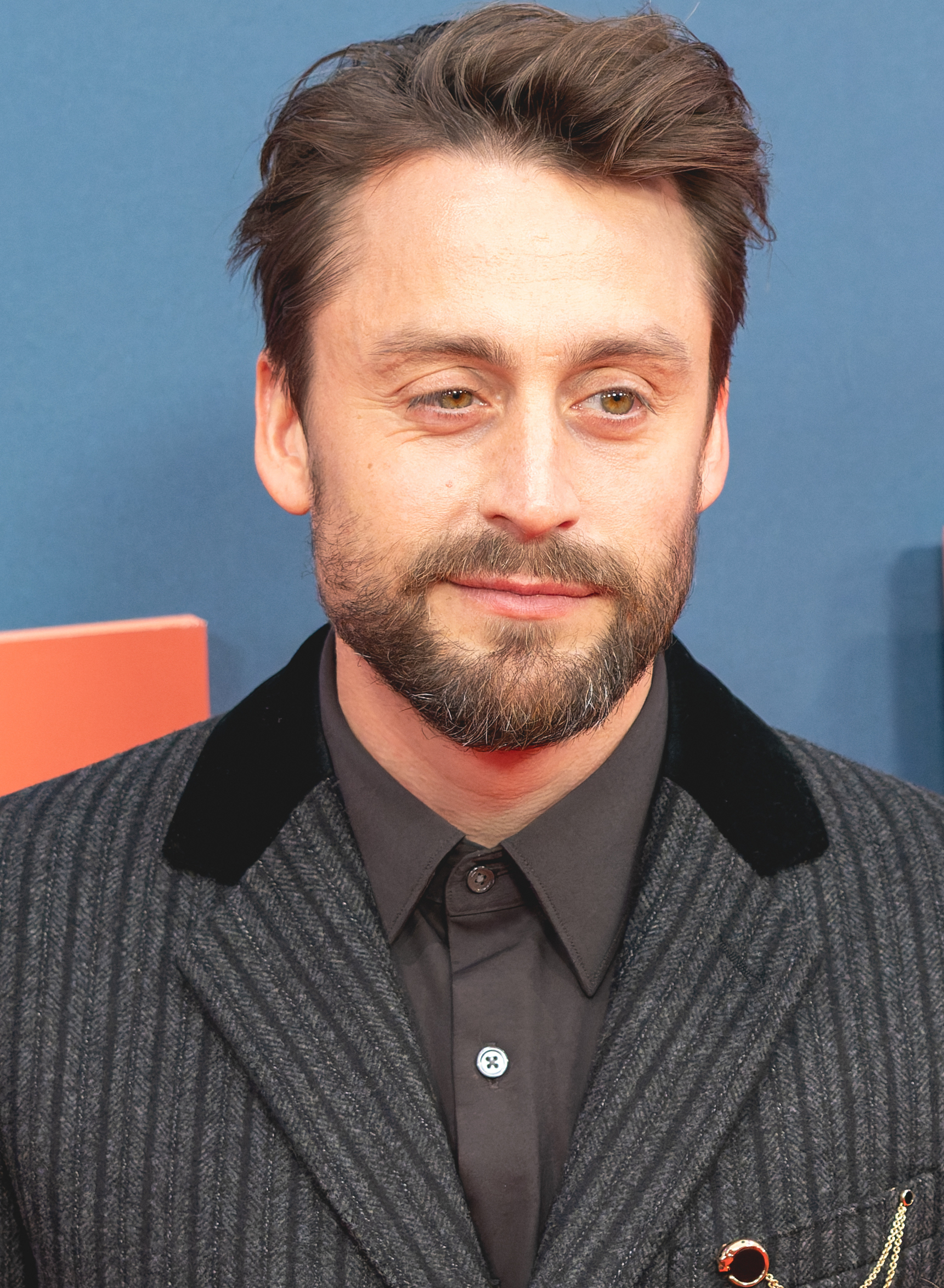
最佳男配角：基倫·克金

- 年度十大電影
  - 《跳痛之旅》
  - 《阿诺拉》
  - 《教宗選戰》
  - 《沙丘：第二部》
  - 《吸血鬼：諾斯費拉圖》
  - 《监狱剧院》
  - 《粗獷派建築師》
  - 《懼裂》
  - 《荒野機器人》
  - 《魔法壞女巫》

最佳影片

《粗獷派建築師》
- 最佳導演

《教宗選戰》爱德华·贝尔格
- 最佳男主角

《教宗選戰》雷夫·范恩斯
- 最佳女主角

《阿诺拉》麥琪·麥迪遜
- 最佳男配角

《跳痛之旅》基倫·克金
- 最佳女配角

《魔法壞女巫》爱莉安娜·格兰德
- 最佳整體演出

《教宗選戰》
- 最佳原創劇本

《阿诺拉》
- 最佳改編劇本

《教宗選戰》
- 年度受埋沒電影

《怪殺一夜情》
- 最佳動畫片

《荒野機器人》
- 最佳外語片

《毒王女人夢》
- 最佳紀錄片

《威爾與哈珀：老友公路遊》
- 最佳原創歌曲

《毒王女人夢》—El Mal
- 最佳原創配樂

《教宗選戰》
- 最佳攝影

《吸血鬼：諾斯費拉圖》
- 最佳電影剪輯

《沙丘：第二部》
- 最佳美術設計

《沙丘：第二部》
- 最佳服裝設計

《魔法壞女巫》
- 最佳視覺效果

《沙丘：第二部》
- 突破表現

《阿诺拉》麥琪·麥迪遜
- 最佳青年演出

《噬血芭蕾》艾莉莎·威爾

## 外部連結
- 官方网站（英文）